# コンラート・ゾイゼンホーフェル
コンラート・ゾイゼンホーフェル（Konrad Seusenhofer, 1450年 - 1460年頃 - 1517年8月30日）は、中世ヨーロッパの鎧鍛冶職人。パトロンに神聖ローマ皇帝マクシミリアン1世がいた。

## 略歴
鎧作りの中心地の一つ、中世ドイツ南部の大都市アウクスブルクで父から鎧作りを学んだ。評判が伝わってマクシミリアン1世から声がかかり、弟のハンス（Hans Seusenhofer, 1470年前後 - 1555年）と共に、チロル地方にある、皇帝の住むハプスブルク家領の都市インスブルックへ移った。そこでコンラートは、1504年に皇帝専属の鎧職人として任命され、年間200フローリンもの俸給（平均的騎士の4倍、王宮直属の騎士の2倍）をもらっていたと言われている。
コンラートと皇帝の親密さを示す絵が残されており、その工房の絵（ハンス・ブルックマイヤー画）にはハンマー、ステイク（stake）と呼ばれる小型の金床、ふいご等、作業道具も描かれている。
コンラートの死後、工房はハンスに引き継がれた後、ハンスの息子イェルクに引き継がれる。

## 制作物
当時は既にマスケット銃が戦闘で使われる時代になっており、弾丸は鉄を貫き、鎧は時代遅れとなりつつあった。その上でプレートアーマーを制作するにあたっては、装甲の厚さと重量のバランスが問題となった。
そこで彼は、ヘルメットの前側を1 mm厚くし後頭部側を1 mm薄くする等、鎧として強度を保ちつつ軽量化を図る工夫をした。また軽量化のため、材料には鉄よりも強度のある鋼を用いた。
鋼を鎧として使うには、強度を増すために焼き戻しが必要であるが、炭素の含有量と熱処理の温度によって性能が大きく変化するため、適切な温度を見極める必要がある。温度計が無い時代に温度変化を判断するのは難しい事だが、焼入れ時には鋼が赤熱している様子、焼き戻し時には表面が青く変化する様子を見て判断した。刀鍛冶や鋳掛け等の作業中には温度計の使用が困難なため、現在でも上記の様な方法が取られる。
また、精錬技術の発達していない当時、材料となる鉄には不純物であるスラグが含まれ、炭素の混ざり方も不均質だった。そのような材料からでも、彼は均質で不純物が取り除かれた鎧を作っていた事が、電子顕微鏡で確認されている。この鋼の鍛え方の技術開発については、発注者である皇帝が発見したと、木版画挿絵の伝記白王伝の中に記しているが、どのように発見したかはわかっていない。
これらの工夫は当時としては画期的であり、各地から名工と呼ばれた。
彼の作った鎧は贈り物としても扱われ、いくつかは各地で保管・展示されている。

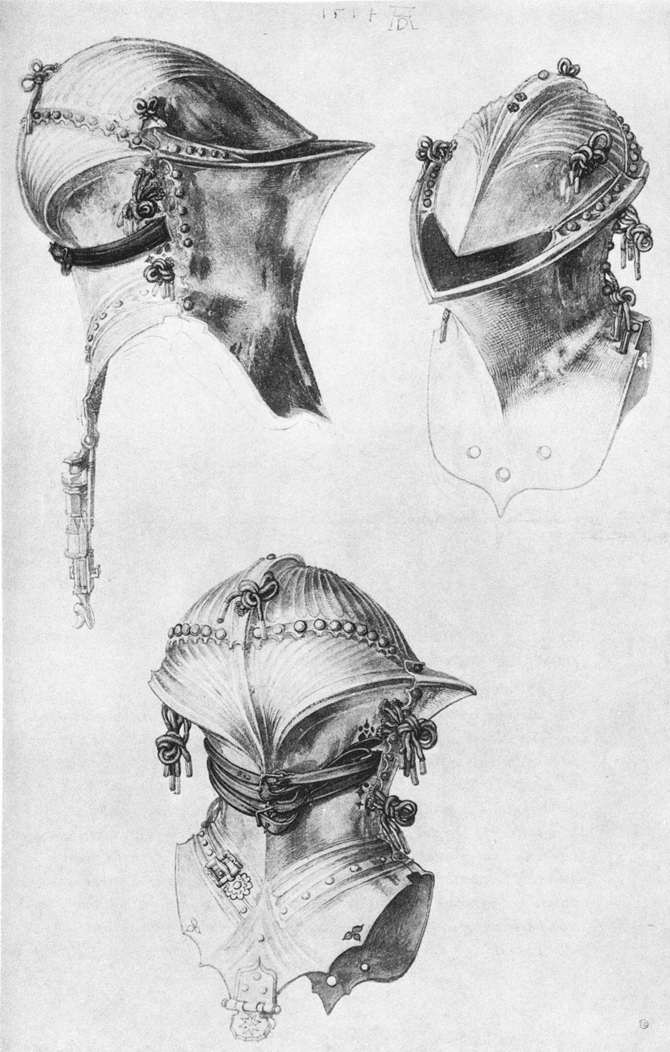
"Jousting helm, three views" アルブレヒト・デューラー画、ルーヴル美術館蔵 — ジョスト競技専用ヘルメット（製作者は不明）

ジョスト競技の鎧（1510年 - 1515年 — ウィーンのホーフブルク宮殿蔵。）
マクシミリアン1世は廃れていたトーナメントという競技会を復活させ、宮廷の一大イベントに発展させた（カール5世、ヘンリー8世も熱中した王として知られている）。皇帝は人気競技のジョストが安全に行われる様、ルールを整備したりした。この頃には改良されたヘルメットが用いられ、首が折れない様ヘルメットを胴体に固定したり、折れた槍の破片が入らない様視界の狭い物が使われた。これらの華麗な姿を、日誌『フライダル』（ Freydal, 1512年 - 1515年）の中に木版画として残している。
この頃の高級な鎧の表面には有名な画家の習作が、しばしば金銀細工やエッチング等で装飾として施され、このプレートアーマーの表面にも装飾模様が施されている。
当時は、まだ絵画が権力の象徴として王侯貴族に所有されており、鎧にこのような装飾を施す事も、やはり権力の象徴の一部であったと考えられる。
鎧が作られた1515年はウィーン二重結婚によってハプスブルク家とハンガリー王家の若き姫アンナとの婚約が成立しており、このサーリットに描かれたバラの輪はこの婚約を記念している（下記外部リンク参照）。
マクシミリアン1世のフリューテッドアーマー

カール5世が子供の頃に作られたパレードアーマー（1512年 - 1514年） — ウィーンのホーフブルク宮殿蔵。
カール5世はマクシミリアン1世の孫でフィリップ美公とフアナ女王の子。ゴシック様式やマクシミリアン式の甲冑を製作してきたコンラートだが（ゴシック様式の例 File:Kampfgruppe.jpg）、晩年に手がけたこの鎧はドイツ初期ルネサンス様式の先駆とでも呼べるような甲冑であった。
ラヨシュ2世が9歳の頃に作られたプレートアーマー（1515年） — インスブルックのアンブラス城蔵。
ラヨシュ2世はマクシミリアン1世の孫マリアの夫。マリアの兄はカール5世（スペイン・ハプスブルク家の祖）とフェルディナント1世（オーストリア・ハプスブルク家の祖）。
ヘンリー8世のパレードアーマー（1511年 - 1514年） — リーズの王立鎧博物館蔵。
ホーンド・ヘルメット（羊の様な巻き角とむき出しの歯、金色のメガネ等が特徴的）が現存。
ヘンリー8世はフェルナンド2世とイサベル1世の5人兄弟の末娘キャサリンの夫で、キャサリンには姉にマクシミリアン1世の息子フィリップ美公の妻フアナ女王、兄にはマクシミリアン1世の娘マルグリットの最初の夫フアン王子がいた。この結婚によってマクシミリアン1世の側に立ったヘンリー8世は、ギヌガットの戦いでフランス軍に勝利し（軍隊の整備をトマス・ウルジーが実施、活躍した一人にチャールズ・ブランドンが知られている）、1514年にこの鎧を贈られる。
しかしその後、この鎧の胴体部分は1649年に破壊されてしまう。中世時代には戦争や馬上槍試合、フェーデで敗北した騎士の甲冑は戦利品として奪われ、多くは新しい鎧の材料となった。 ちなみに前年の1648年10月24日にはハプスブルク家の弱体化を目指すウエストファリア条約が結ばれ、1649年にはクロムウェルがチャールズ1世を倒し共和制を成立（クロムウェルの祖先の弟にヘンリー8世の側近トマス・クロムウェルがいる）。王や騎士による剣と戦いの日々に幕が降りる。
贈られたヘルメットにはテューダー家のテューダー・ローズを思わせる花が描かれているものの、無精髭の様な凹み、鼻に滴る鼻水、他のホーンド・ヘルメットに見られる勇ましさは無く、何らかの意図を持って制作された事がうかがえる。この外交上の贈り物の後、ヘンリー8世は生まれ故郷のグリニッジにドイツ職人による鎧工房を建てた（1515年、後にヤコブ・ハルダー（Jacob Halder）が著名な鍛冶として知られる）。この鎧と同じ物がもう一揃い作られ、カール5世に贈られた（こちらは全て現存）。
マッテウス・ランク・フォン・ヴェーレンブルクのフィールドアーマー（1511年） — ウィーンのホーフブルク宮殿蔵。
マッテウス・ランク（Matthäus Lang von Wellenburg）はアウクスブルク出身で、フリードリヒ3世の下で頭角を現し、マクシミリアン1世には最も信頼された人物。グルク司教となった後、カルタヘナ司教、ザルツブルク大司教を務め、カール5世の下では国際交渉の場でも活躍する大臣だった。しかし宗教改革の考え方が教区内で進む中、彼の古い信仰への固執が人々には不評で、1525年にはドイツ農民戦争が起こってしまう。彼はホーエンザルツブルク城で、シュヴァーベン同盟軍が到着するまで長期間立てこもる事になった。後にアルバーノ司教枢機卿となる。
作られた鎧は一部が着脱可能で、馬上槍試合や、馬から降りてのメンアットアームズの様な戦いにも対応できた。